# فوربرنقا
فوربرنقا یک منطقهٔ مسکونی در سودان است که در دارفور غربی واقع شده‌است.